# Upper Montclair
Upper Montclair est une census-designated place située dans le comté d'Essex, dans l’État du New Jersey, aux États-Unis. Lors du recensement de 2020, elle compte 13 146 habitants.